# Газиране
Газирането се получава, когато въглероден диоксид (въглероден двуокис) се разтвори във вода или воден разтвор. Този процес обикновено се описва със следната реакция, при която водата и газообразният въглероден диоксид реагират, образувайки слаб разтвор на въглеродната киселина:
H2O + CO2 ↔ H2CO3
На този процес се дължи съскането на газираната вода, пяната на бирата и мехурчетата на шампанското. Газирането се използва за подобряване както на вкуса, така и на текстурата на газираната напитка. Понякога газирането се използва и с други цели, например за понижаване на pH (повишаване на концентрацията на водородни йони) на воден разтвор.
Когато в газирана напитка се сложи захар, за да се „разгазира“, не протича химичен, а физичен процес – разтворимостта на захарта е по-голяма от тази на въглеродния диоксид и тя го измества от разтвора.